# Luisa María Arvide Cambra
Luisa María Arvide Cambra  (Almería, España, 10 de agosto de 1956) es una filóloga española; especialista en estudios arábigos; poseyendo un doctorado por la Universidad de Granada, en estudios filológicos arábicos, con Premio Extraordinario de licenciatura y también en el doctorado.

## Biografía
Produjo la primera publicación de Occidente, acerca de la maqama (género típico de la literatura árabe clásica cultivado en todo el mundo islámico, incluida al-Ándalus, considerado el antecedente de la novela picaresca hispanoamericana.
Ha enseñado en la Universidad de Granada y en la de Almería, y desde septiembre de 2011 es profesora de Estudios Arábigos e Islámicos, en Almería. Y desde diciembre de 2011, catedrática.
Ha sido profesora invitada en numerosas instituciones científicas, como las universidades de Heidelberg, Leiden y de Cambridge, en Europa, así también en la de Georgetown, Harvard, Yale, Berkeley en EE. UU.; y ha hecho estancias de estudio en el mundo árabe, tales como Siria, Jordania, Egipto, Túnez.
Ha sido directora de proyectos de investigación en ciencia árabe medieval, y en la filosofía árabe y la literatura, realizando seminarios y conferencias sobre el mundo árabe e islámico, tanto en España como en el extranjero. También ha coordinado contratos de investigación de la Unión Europea a través de los Programas Erasmus y Sócrates. Se ha especializado además en medicina medieval arábiga, y ha escrito ocho libros  (enlace roto disponible en Internet Archive; véase el historial, la primera versión y la última)., entre ellos los estudios del insigne cirujano andalusí Abulcasis, en el campo de la ciencia del Islám, como por ejemplo la obra Maqamat de Al-Hariri de Basra, en el campo de la literatura, y a Ibn Sabin en su Cuestiones sicilianas, en el área de la filosofía; en el área de la política global.
Fue nombrada una de los Cien Profesionales de 2011 por el International Biographical Centre, y Mujer del Año 2011 por la American Biographical Institute.

## Algunas publicaciones
- luisa m. Arvide Cambra. 2016. “Translators role during transmissing process of the ancient cultures to European Renaissance for the Middle Ages”. Medical Encyclopaedia of Islam and Iran, Teherán Irán.

- ----------------------------. 2014. “Kitab 'Uyun al-Akhbar of Ibn Qutayba (828-889)”. En Revista Advances in Education Research (4th International Conference on Applied Social Science [ICASS 2014]) 51: 650-653 editor Information Ingeneering Res. Institute (IERI)

- ----------------------------. 2013. “Arabic Teaching and Learning System at Some Celebrated Institutions of Higher Education in Europe and United States”. Education 3 (1): 85-90 doi: 10.5923/j.edu.20130301.11 ISSN 2162-9463 en línea[15]

- ----------------------------. 2012. “La relevancia de la ciencia árabe en el panorama intelectual de la Edad Media”. Arqueología, historia y viajes sobre el mundo medieval 45: 74-83 ISSN 1698-0387

- ----------------------------. 2012. “El tratado de la peste de Ibn Jatima (m. 1369)”, www.minotaurodigital.net/textos (Minotauro Digital), Sección Literatura, Subsección Artículos

“* ----------------------------. 2012. Los conceptos de familia, clan y tribu entre los beduinos de la antigua sociedad árabe”, Sección: Los Intelectuales Modernos, Limaclara-Ediciones (www.limaclara-ediciones.com), Buenos Aires
- ----------------------------. 2012. “¿Por quién doblan las campanas?”, Revista Cronopio (www.revistacronopio.com), Medellín (Colombia) p. 8171

- ----------------------------. 2012. “La relevancia de la ciencia árabe en el panorama intelectual de la Edad Media”, Revista Medieva 45

- ----------------------------. 2011. “Some critical reflections to peer review system in Arabic”. Proc. 3rd Internat. Symposium on Peer Reviewing (ISPR 2011), 15th World Multiconference on Systemics, Cybernetics and Informatics (WMSCI 2011) v. III. Orlando (Florida, USA) p. 84-86

- ----------------------------. 2010. “Las maqamas de Al-Hariri”, Cuadernos del Minotauro 7, Madrid, p. 47-56

- ----------------------------. 2010. “Un tratado de estética y cosmética en Abulcasis”, Grupo Editorial Univ. Granada

- ----------------------------. 2010. “Arabic teaching and learning system at some celebrated Institutions of Higher Education in Europe”. Abstracts & Proc. CD-Internat. Technology, Education and Development Conference (EDULEARN10) of the Internat. Assoc. of Technology, Education and Development (IATED). 2010, p. 5957 - 5961

- ----------------------------. 2010. “Training ways of Arabic in American Universities”. Proc. 8th Internat. Conference on Education and Information Systems, Technologies and Applications (EISTA 2010), in the context of the 4th International Multi-Conference on Society, Cybernetics and Informatics (IMSCI 2010) v. I, Orlando (Florida, USA) p. 195-196

- ----------------------------. 2009. “Al-Hariri, Maqamas”. Introducción, traducción y notas por L.M. Arvide Cambra, Grupo Editorial Univ. Granada

- ----------------------------. 2009. “Ibn Sab” en Las Cuestiones Sicilianas. Introducción, traducción y notas por L.M. Arvide Cambra, Grupo Editorial Univ. Granada

- ----------------------------. 2009. “Training ways of Arabic in European Universities”, Abstracts & Proc. CD-Internat. Technology, Education and Development Conference (INTED2009) of the International Association of Technology, Education and Development (IATED) p. 1839 - 1842

- ----------------------------. 2009. “Arabic teaching and learning system at some celebrated Institutions of Higher Education in U.S.A.”. Abstracts & Proc. CD-Internat. Technology, Education and Development Conference (EDULEARN09) of the International Association of Technology, Education and Development (IATED) p. 1589 - 1594

- ----------------------------. 2008. “Las Cuestiones Sicilianas del filósofo murciano Ibn Sab‘in (c. 1216 - c. 1270)” www.minotaurodigital.net/textos (Minotauro Digital 216) sección Literatura, subsección Artículos

- ----------------------------. 2007. “Lápida funeraria: La lápida funeraria de Senés”, Luminaria. Dos mil años de cristianismo en Almería, Obispado de Almería, p. 190-192 (en colaboración con el Rvdo. Juan Torrecillas)

- ----------------------------. 2006. “Al-Balafiqi, Ibn Jatima e Ibn Luyun”, Diccionario biográfico de Almería, Instituto de Estudios Almerienses, Diputación de Almería, p. 28, 196

- ----------------------------. 2004. “Ibn Qutayba, Relatos”. Edición, traducción y notas a cargo de L.M. Arvide Cambra. Servicio de Publicaciones de la Univ. de Almería, Almería

- ----------------------------. 2003. “Un tratado de odontoestomatología en Abulcasis”, Servicio de Publicaciones de la Univ. de Almería, Almería

- ----------------------------. 2001. “Un ejemplo de medicina práctica en al-Andalus : el Tratado XIX del Kitab al-tasrif de Abu-l-Qasim al-Zahrawi” (c. 936-c. 1013). Dynamis. Acta Hisp. Med. Sci. Hist. Illus. 21: 73-91 en línea

- ----------------------------. 2000. “Apuntes sobre métodos de enseñanza y técnicas de aprendizaje de la lengua árabe (III)”. Anaquel de Estudios Árabes, 11, Universidad Complutense. Madrid, p. 109-122

- ----------------------------. 2000. “Training ways of Arabaic in American Universities”. IIIS en línea

- ----------------------------. 1998. “La escuela de traductores de Toledo y la ciencia árabe”. Revista del Instituto Egipcio de Estudios Islámicos en Madrid, 30, 109-12

- ----------------------------. 1998. “Apuntes sobre métodos de enseñanza y técnicas de aprendizaje de la lengua árabe (I). Anaquel de Estudios Árabes, VIII, Universidad Complutense. Madrid, p. 41-56

- ----------------------------. 1997. “Apuntes sobre métodos de enseñanza y técnicas de aprendizaje de la lengua árabe (II)”. Anaquel de Estudios Árabes, IX, Universidad Complutense. Madrid, p. 9-17

- ----------------------------. 1993. “Un ejemplo de medicina práctica en al-andalus : El Kitab Muyarrabat al-Jawass de Abu-l- Alá Zuhr” (c. 1060-1131). Dynamis : Acta Hispanica ad Medicinae Scientiarumque. Historiam Illustrandam 13: 295-346 en línea (enlace roto disponible en Internet Archive; véase el historial, la primera versión y la última).

### Libros
- luisa m. Arvide Cambra. 2014. “El tratado de la peste de Ibn Jatima (I). Cuestiones I-VI”. 112 p. ISBN 978-3-8325-3711-1 Ed. Logos Verlag Berlín

- abu muhammad 'Abd Allah b. Muslim Ibn Qutayba, luisa m. Arvide Cambra. 2012. “Relatos”. Eds. Almería: Universidad de Almería, D.L. 146 p. ISBN 84-8240-740-6, ISBN 978-84-8240-740-1

- luisa m. Arvide Cambra. 2011. “Un tratado de estética y cosmética en Abulcasis”. Editor Grupo Editorial Universitario, 152 p. ISBN 84-9915-342-9, ISBN 978-84-9915-342-1[16]

- -----------------------------. 2010. “Al - Hariri. Maqamas”. Grupo Editorial Universitario. 154 p. ISBN 84-9915-051-9, ISBN 978-84-9915-051-2[17]

- -----------------------------. 2009. “Las cuestiones sicilianas”. Ed. G.E.U. 244 p. ISBN 978-84-9915-085-7[18]

- -----------------------------. 2000. Un tratado de oftalmología en Abulcasis. Monografías Series 24. Colección Humanidades (Almería, Spain). Ed. ilustr. de Univ. de Almería, 165 p.

### Capítulos de libros
- “Homenaje al Prof. Jacinto Bosch Vilá”. 1998 v. 2 ISBN 84-338-1439-7, ISBN 978-84-338-1439-5 Editor Univ. de Granada. Departamento de Estudios Semíticos 1.208 p. ISBN 84-338-1441-9, ISBN 978-84-338-1441-8

- “Estudios árabes e islámicos”. 1995 v. 3-4. Contribuidores Univ. de Cádiz. Área de Estudios Árabes e Islámicos, Universidad de Cádiz. Grupo de Investigación "Al-Andalus--Magreb"

### Citaciones por otros autores
- peter e. Pormann. 2004. “The Oriental Tradition of Paul of Aegina's Pragmateia”, v. 29 de Studies in Ancient Medicine. Editor Brill. 337 p. ISBN 90-04-13757-2, ISBN 978-90-04-13757-8 en línea

## Honores
- Directora del Grupo de Estudios HUM 113- estudios Filológicos de la Junta de Andalucía
- Directora general Adjunta para Europa de IBC[19]
- Elegida Woman of the Year 2011 por el American Biographical Institute. Raleigh, North Carolina, Estados Unidos.
- Nominada para vicepresidenta del Recognition Board of the World Congress of Arts, Sciences and Communications, IBI, Cambridge, Reino Unido. 2011.

Nominada para Ambassador to the World Congress of Arts, Sciences and Communications, IBI, Cambridge, Reino Unido. 2011.
Nominada como miembro de la Order of International Ambassadors, ABI, New Raleigh, North Carolina, Estados Unidos 2011.

### Membresías
- Sociedad Española de Estudios Árabes
- International Institute of Informatics and Systemics, Orlando, Florida, Estados Unidos[21]
- European Scientific Institute[22]

### Coeditora
- Comité editorial de Linguistics and Literature Studies”[23]

### Cojurado
- Honrada como una de los tres Jurados internacionales del Premio Ana María Agüero Melnyczuk, a la investigación periodística[24][25][26]